# Долі
Долі (груз. დოლი) — село в Грузії.
За даними перепису населення 2014 року в селі проживає 52 особи.